# Sistema dominicano de honores

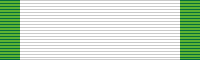
Barra de listón de la Orden de Trujillo.

El Sistema dominicano de honores es un conjunto de premios otorgados a individuos, nacionales o extranjeros, civiles y militares por valor, logros alcanzados o servicios hechos en favor de la República Dominicana. Este consiste en dos tipos de premios: distinciones y medallas.

## Breve historia
Estos distinciones fueron fundadas en el régimen de Rafael Trujillo. Algunas de las cuales fueron nombradas para realzar su ego y fueron rescindidas después de su muerte, el 30 de mayo de 1961.

## Distinciones vigentes

### Órdenes
- La Orden del Mérito de Duarte, Sánchez y Mella (1931)
- La Orden del Mérito Militar (1930)
- La Orden Heráldica de Cristóbal Colón (1937)
- La Orden al Mérito Aéreo (1952)
- La Orden al Mérito Naval (1954)
- La Orden del Heroísmo Militar Capitán General Santana (1954)

### Premios
- Premio Nacional de la Juventud
- Premio Nacional de Literatura

### Medallas
- La Medalla al Mérito de la Mujer Dominicana (1985)
- La Medalla al Valor (1939)

## Distinciones antiguas

### Órdenes
- La Orden de Trujillo (1938)
- La Order del Generalísimo (1938)
- La Gran Cordón Presidente Trujillo (1952)
- La Orden del Benefactor de la Patria (1955)
- La Orden del Mérito 14 de Junio (1961)

### Medallas
- La Medalla Conmemorativa al 23 de febrero de 1930 (1937)